# Bedros Horasangian
Bedros Horasangian (n. 18 noiembrie 1947, București, România) este un scriitor și eseist român de origine armeană, prozator al generației literare '80.

## Biografie
Bedros Horasangian s-a născut în București și este fiul lui Ovanes Horasangian, inginer, și al Nadiei Horasangian. După absolvirea Liceului „Spiru Haret” în 1965, a urmat Facultatea de Utilaj Tehnologic a Institutului de Constructii București, în perioada 1968-1973.  
A început să lucreze ca inginer, dar a renunțat pentru a se dedica scrisului. A colaborat la revistele România literară, Tribuna, Viața românească, Observator cultural, colaborare ce continuă și în prezent. A fost atașat cultural la Ambasada României în Grecia (1997-2000) și director al Centrului Cultural Român din New York (2002-2004).
Debutul literar a avut loc în 1984 cu două volume de povestiri: Curcubeul de la miezul nopții și Închiderea ediției.
Este căsătorit, fără copii. Utilizează mai multe pseudonime. În prezent deține rubrica de cronică muzicală în revista Observator cultural, semnată cu pseudonimul Florin Baiculescu.

## Volume publicate

### Povestiri
- Curcubeul de la miezul noptii, povestiri, 1984
- Închiderea ediției, povestiri, 1984
- Parcul Ioanid, povestiri, 1986
- Portocala de adio, povestiri, 1989
- Miss Perfumado și alte femei, Editura Leda, București, 2009[6]

### Romane
- Sala de așteptare roman, București, 1987
- În larg, roman, București, 1989
- Misteriosul om în negru sau Ora melomanului. Roman în foarte multe părți, 1992
- Zăpada mieilor, roman, 1996
- Obsesia-Cine l-a ucis pe Olof Palme, roman, Bucuresti, 2002

### Varia
- Enciclopedia armenilor, Bucuresti, 1994
- Bonjour, popor!, Bucuresti,1995
- Integrarea europeana, poezii, Bucuresti,1997